# U-20-Fußball-Afrikameisterschaft 2017
Die U-20-Fußball-Afrikameisterschaft 2017 war die 20. Auflage des vom Afrikanischen Fußballverband (CAF) organisierten Turniers für Junioren-Fußballnationalmannschaften (U-20) Afrikas.
Das Turnier wurde vom 26. Februar bis 12. März 2017 in Sambia ausgetragen. Die beiden Finalisten sowie die unterlegenen Halbfinalisten qualifizierten sich für die U-20-Weltmeisterschaft 2017 in Südkorea.

## Teilnehmer
Die folgenden Mannschaften qualifizierten sich für die Endrunde:
| - Ägypten - Kamerun - Guinea - Mali | - Sambia - Senegal - Sudan - Südafrika |

## Modus
Die Mannschaften spielen zunächst eine Vorrunde in zwei Gruppen mit je vier Mannschaften. Bei Punktgleichheit entscheidet der direkte Vergleich über die Platzierung. Die beiden Erstplatzierten jeder Gruppe qualifizieren sich für das Halbfinale. Dort wird bei Gleichstand eine Verlängerung und ggf. ein Elfmeterschießen ausgetragen.

## Gruppe A
| Pl. | Verein  | Sp. | S | U | N | Tore    | Diff. | Punkte |
| --- | ------- | --- | - | - | - | ------- | ----- | ------ |
| 1.  | Sambia  | 3   | 3 | 0 | 0 | 010:200 | +8    | 09     |
| 2.  | Guinea  | 3   | 1 | 1 | 1 | 004:400 | ±0    | 04     |
| 3.  | Ägypten | 3   | 0 | 2 | 1 | 002:400 | −2    | 02     |
| 4.  | Mali    | 3   | 0 | 1 | 2 | 003:900 | −6    | 01     |

## Gruppe B
| Pl. | Verein    | Sp. | S | U | N | Tore    | Diff. | Punkte |
| --- | --------- | --- | - | - | - | ------- | ----- | ------ |
| 1.  | Senegal   | 3   | 2 | 1 | 0 | 007:400 | +3    | 07     |
| 2.  | Südafrika | 3   | 2 | 0 | 1 | 009:600 | +3    | 06     |
| 3.  | Kamerun   | 3   | 1 | 0 | 2 | 005:600 | −1    | 03     |
| 4.  | Sudan     | 3   | 0 | 1 | 2 | 003:800 | −5    | 01     |

## Halbfinale
|         |   |           |           |
| Sambia  | – | Südafrika | 1:0 n. V. |
| Senegal | – | Guinea    | 1:0       |

## Spiel um den dritten Platz
|           |   |        |     |
| Südafrika | – | Guinea | 1:2 |

## Finale
Das Finale wird am 12. März 2017 ausgetragen.
|        |   |         |     |
| Sambia | – | Senegal | 2:0 |

## Schiedsrichter
Hauptschiedsrichter:
- Hélder Martins de Carvalho
- Juste Ephrem Zio
- Thierry Nkurunziza
- Antoine Effa
- Victor Gomes
- Ibrahim Aly el-Said
- Sékou Ahmed Touré
- Sadok Selmi
- Jackson Pavaza
- Louis Hakizimana
- Joshua Bondo
- Chewe Wisdom

Schiedsrichterassistenten:
- Mokrane Gourari
- Issa Yaya
- Steven Moutsassi
- Sosseh Sulayman
- Sidiki Sidibe
- Gilbert Cheruiyot
- Mark Ssonko
- Warr Adbelrahman
- Nabina Blaise Sebutu
- Toure Sengne Cheikh
- Eldrick Adelaide
- Khumalo Steven
- Diakite Moriba
- Kasengele Romeo